# Hasleren
Die Hasleren (früher Haslern) ist ein 583 m ü. M. hoher, grösstenteils bewaldeter Hügel im Kanton Zürich und die höchste Erhebung der Gemeinde Geroldswil. Er ragt markant über die Gemeinden Geroldswil und Weiningen im Limmattal und ist vom Altberg durch eine eiszeitliche Schmelzwasserrinne getrennt. Das Tälchen, das heute teilweise vom Länggenbach durchflossen wird, beherbergt ausserdem mit dem Langenmoos ein gut erhaltenes Quellmoor.
Am Südosthang in Weiningen finden sich Rebbauflächen, während der West- und Südwesthang in Geroldswil mit Einfamilienhäusern bebaut ist. Am Nordosthang oberhalb von Weiningen liegt eingebettet zwischen Hasleren und Altberg der Grosse Weiher. 
Über den ganzen Hügel verstreut liegen Findlinge, die in der letzten Eiszeit durch den Linthgletscher hierher transportiert wurden. Ein Teil ist durch das regionale Landschaftsschutzobjekt Findlinge auf dem Haslerenplateau geschützt. Am südöstlichen Abhang des Hügels, bei Chatzenstrigel, liegt ausserdem das regionale Naturschutzobjekt Trockenstandort Rain.